# Turalići (Kladanj, BiH)
Turalići su naseljeno mjesto (selo), do rata u sastavu općine Vlasenica, a poslije rata podijeljeno Daytonskom linijom. Dio koji je pripao Republici Srpskoj ostao je u sastavu općine Vlasenica, a dio koji je pripao Federaciji BiH ušao je u sastav općine Kladanj. Po popisu iz 1991. naseljeno mjesto Turalići imalo je 462 stanovnika, sljedećeg nacionalnog sastava:
- Bošnjaci - 397 (85,93)
- Srbi - 65 (14,07)